# تسوآيت العليا (أولاد علي يوسف)
تسوآيت العليا هي إحدى مشيخات المملكة المغربية، تتبع جغرافيا لإقليم بولمان وإداريًا لأولاد علي يوسف. يقدر عدد سكانها بـ 1081 نسمة حسب الإحصاء الرسمي للسكان والسكنى لسنة 2004.